# Auzon-les-Marais
Auzon-les-Marais est une ancienne commune française du département de l'Aube, incluse dans celle du Val-d'Auzon depuis 1972.

## Géographie
Le village est situé à 21 kilomètres au nord-est de Troyes, à 12 kilomètres à l'ouest de Brienne-le-Château. 

## Toponymie
Son nom est issu de la racine hydronymique préceltique (ligure) : Alz-, devenue Awz- ou Auz-, et désignant l'« eau », la « source » ou le « cours d'eau ».

## Histoire
Au Moyen Âge, le village faisait partie du comté de Brienne.
Le 1er mai 1972, le village fusionne avec Villehardouin et Montangon pour donner Val-d'Auzon.

## Lieux et monuments
- L'église d'Auzon-les-Marais. Construite au début du XIe siècle (voir la petite porte nord), l'abside et le transept sont refaits au XVIe siècle. Le clocher est du XVIIIe siècle. La voûte de l'abside de 1839[2].